# The Spiders
The Spiders furono un gruppo rock giapponese formatosi a Tokyo nel 1961 come parte della Group Sounds.

## Storia
I membri della band erano Hiroshi "Monsieur" Kamayatsu (chitarra ritmica e corista), Jun Inoue (cantante), Masaaki Sakai (tamburello e corista), Shochi Tanabe (batteria), Takayuki Inoue (chitarra solista e corista), Mitsuru Kato (basso) e Katsuo Ōno (organo elettronico e chitarra). Hanno avuto molti singoli di successo, realizzato lungometraggi ed erano popolari in Giappone tra la fine degli anni '60 e l'inizio degli anni '70.
Hanno fatto un tour in Europa nel 1966 e negli Stati Uniti, comprese le Hawaii, nel 1967. La maggior parte dei membri della band è ancora attiva nell'industria musicale, ad eccezione di Monsieur, morto il 1 marzo 2017 e Takayuki Inoue, morto il 2 maggio 2018.
Il loro disco più venduto è stato Yuhiganaiteiru con oltre 1,2 milioni di copie ed è stato premiato con un disco d'oro.

## Formazione

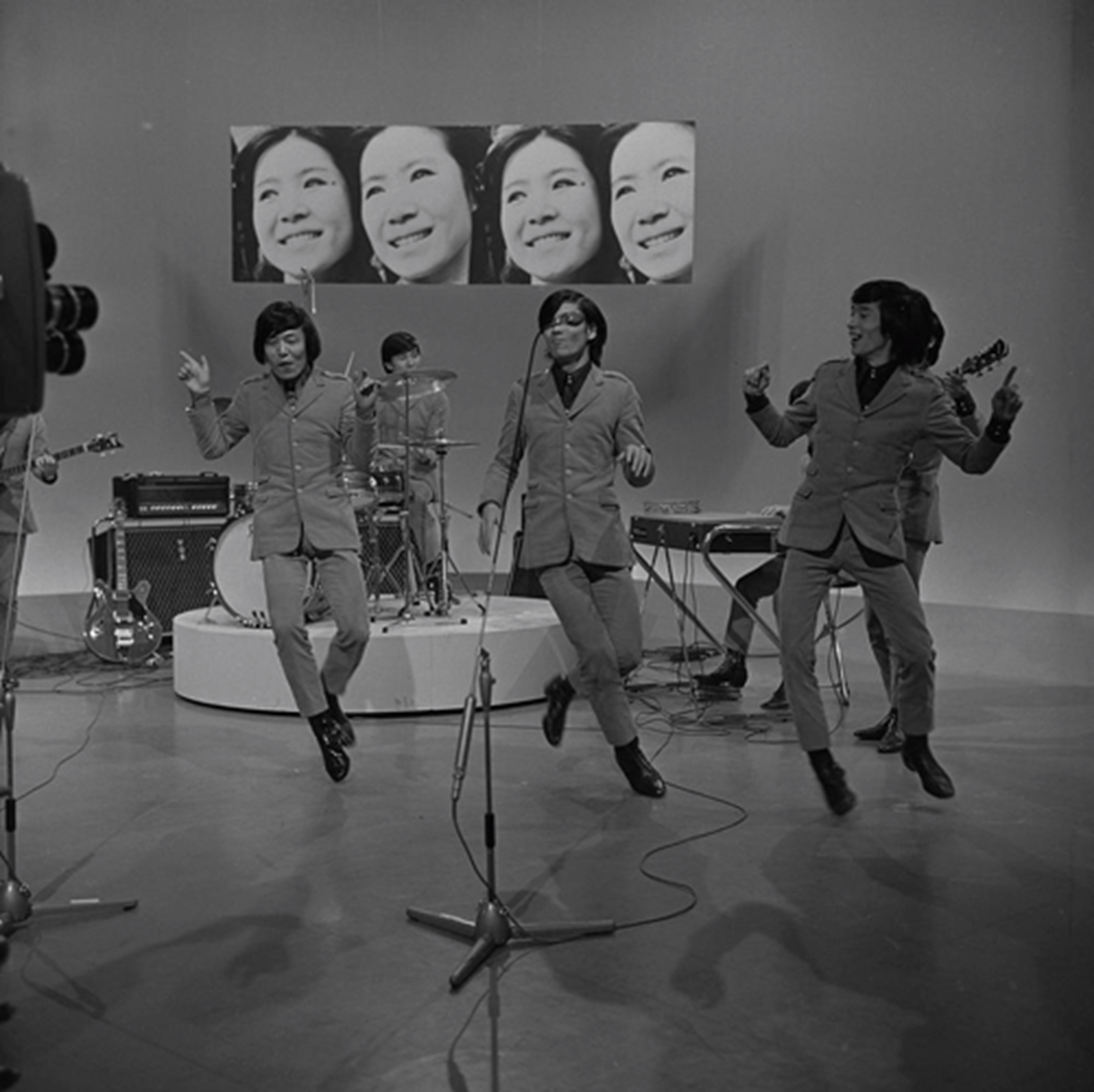
The Spiders (1966)

- Hiroshi "Monsieur" Kamayatsu: chitarra ritmica e corista
- Jun Inoue: cantante
- Masaaki Sakai: tamburello e corista
- Shochi Tanabe: batteria
- Takayuki Inoue: chitarra solista e corista
- Mitsuru Kato: basso
- Katsuo Ōno: organo elettronico e chitarra

## Discografia

### Album
- Album No. 1 (Rel. April 15th, 1966)
- Album No. 2 (Rel. June 1st, 1966)
- Album No. 3 (Rel. February 1st, 1967)
- The Spiders Meets The Savage (Rel. March 1967)
- Album No. 4 (Rel. September 5th, 1967)
- Album No. 5 (Rel. March 15th, 1968)
- Meiji Hyakunen Spiders Nana Nen (Rel. October 25th, 1968)
- The Spiders '69 (Rel. May 25th, 1969)
- Rock 'N' Roll Renaissance (Rel. May 25th, 1970)

### Singoli
- Furi Furi b/w Monkey Dance (Crown CW-291 - Rel. May 10th, 1965)
- Etenraku Go, Go b/w Twilight Zone (Victor SS-1597 - Rel. November 15th, 1965)
- No No Boy b/w Little Robby (Philips SFL-1034 - Rel. February 1st, 1966)
- Seishun a Go Go b/w Kurai Ando Kurai (Crown CW-444 - Rel. March 10th, 1966)
- Hey Boy b/w Michelle (Philips SFL-1043 - Rel. April 15th, 1966)
- Summer Girl b/w Up-Side-Down (Philips SFL-1057 - Rel. July 1st, 1966)
- Yuhiganaiteiru b/w Chibi No Julie (Philips FS-1003 - Rel. September 15, 1966)
- Nantonaku Nantonaku b/w Boom Boom (Philips FS-1007 - Rel. December 25th, 1966)
- Taiyo No Tsubasa b/w Sora No Hiroba (Philips FS-1013 - Rel. March 1st, 1967)
- Balla Balla b/w Land Of 1,000 Dances (Philips FS-1014 - Rel. April 20th, 1967)
- Kazeganaiteiru b/w Kimi Ni Ageyou (Philips FS-1020 - Rel. July 15th, 1967)
- Ano Niji Wo Tsukamo b/w Koi No Doctor (Philips FS-1022 - Rel. August 25th, 1967)
- Itsumademo Dokomademo b/w Ban Ban Ban (Philips FS-1030 - Rel. October 25th, 1967)
- Anotoki Kimi Wa Wakakatta b/w Mo Ichido Mo Ichido (Philips FS-1040 - Rel. March 5th, 1968)
- Shinjyu No Namida b/w Akai Dress No Onna No Ko (Philips FS-1050 - Rel. June 5th, 1968)
- Kuroyuri No Uta b/w Rock And Roll Boy (Philips FS-1060 - Rel. September 5th, 1968)
- Glass No Seijo b/w Kaze Wa Liyatsu (Philips FS-1065 - Rel. November 25th, 1968)